# Vaejovis bigelowi
Espèce
Vaejovis bigelowi est une espèce de scorpions de la famille des Vaejovidae.

## Distribution
Cette espèce est endémique du Nouveau-Mexique aux États-Unis. Elle se rencontre dans le comté d'Hidalgo dans les monts Peloncillo.

## Description
La femelle holotype mesure 27,84 mm.

## Étymologie
Cette espèce est nommée en l'honneur de Joe L. Bigelow.

## Publication originale
- Sissom, 2011 : « A new species of the genus Vaejovis from Southwestern New Mexico (Arachnida: Scorpiones: Vaejovidae). » Southwestern Entomologist, vol. 36, no 1, p. 85-90.